# Bicoupole décagonale gyroallongée
Pour les articles homonymes, voir J46.
En géométrie, la bicoupole décagonale gyroallongée est un des solides de Johnson (J46). Comme son nom l'indique, il peut être construit par gyroallongement d'une bicoupole décagonale (J30 ou J31), c'est-à-dire par insertion un antiprisme décagonal entre ses moitiés congruentes.
La bicoupole décagonale gyroallongée est un des cinq solides de Johnson qui sont chiraux, ce qui signifie qu'ils ont deux formes qui sont images l'une de l'autre dans un miroir (ou énantiomorphes). Dans l'illustration de droite, chaque face carrée du dessous à la moitié de la figure est connectée par un chemin de deux faces triangulaires à une face carrée au-dessus et à droite. Dans la figure chirale (l'image-miroir de l'illustration), chaque carré du dessous serait connecté à une face carrée sous elle et à gauche. Les formes chirales de J46 ne sont pas considérées comme des solides de Johnson différents. 
Les 92 solides de Johnson ont été nommés et décrits par Norman Johnson en 1966.